# 好きさ
「好きさ」（すきさ）は、日本のロックバンドである安全地帯の楽曲。
1986年12月3日にKitty Recordsから14枚目のシングルとしてリリースされた。前作「Friend」（1986年）よりおよそ2か月ぶりにリリースされたシングルであり、作詞は松井五郎、作曲は玉置浩二、編曲は安全地帯が担当している。恋する男のやるせない思いを表現した楽曲であり、LP3枚組で全36曲というボリュームとなった5枚目のアルバム『安全地帯V』（1986年）からの先行シングルとしてリリースされた。
フジテレビ系テレビアニメ『めぞん一刻』（1986年 - 1988年）の3代目オープニングテーマに使用され安全地帯として唯一のアニメソングとなり、オリコンシングルチャートでは最高位4位となった。後年、同アニメの登場人物である六本木朱美（声優は三田ゆう子）によってカバーされている。

## 音楽性と歌詞
ベスト・アルバム『ALL TIME BEST』（2017年）の楽曲解説では、「好きさ」というタイトルがシンプルであることを指摘した上で、「恋をする男のやるせない、胸を搔きむしりたくなるようなどうしようもない想いを、玉置がささやくような声、情感がこもった歌で表現」と表記している。また3分に満たない短い曲でありながら「濃い世界観を味わう事ができる」とも表記している。

## リリース
本作は1986年12月3日にKitty Recordsより14枚目のシングルとして7インチレコードにてリリースされた。
1988年12月10日には8センチCDとして再リリースされた。

## チャート成績
オリコンシングルチャートにおいては最高位4位、登場週数は13回で売り上げ枚数は12.4万枚となった。本作の売り上げ枚数は安全地帯のシングル売上ランキングにおいて9位となった。
TBS系音楽番組『ザ・ベストテン』（1978年 - 1989年）では1986年12月18日放送分において第10位で初登場し、1987年1月8日放送分では最高位となる第8位を獲得、ベストテン入りは3週連続となった。

## ライブ・パフォーマンス
1986年12月5日放送のテレビ朝日系音楽番組『ミュージックステーション』（1986年 - ）に出演し本作と「Friend」を披露した。
1992年に行われたアコースティック・コンサートツアー「10th Anniversary Acoustic Special Night」にて、本曲を歌唱した際に2番の歌詞の一部で玉置が激しくシャウトしている。この模様は、ライブ・ビデオ『安全地帯アンプラグド・ライヴ!』（1993年）に収録されている。以降、ライブにて本曲を歌唱する際は玉置のシャウトが恒例となっている。

## メディアでの使用
| # | 曲名                   | タイアップ                                                 | 出典        |
| - | ---------------------- | ---------------------------------------------------------- | ----------- |
| 1 | 「好きさ」             | フジTV系放映アニメーション『めぞん一刻』オープニングテーマ | [ 7 ] [ 8 ] |
| 2 | 「想い出につつまれて」 | 大阪ガス「ガスファンヒーター」コマーシャルソング           |             |

## カバー
- 岡本雄希  - ミニ・アルバム『熱烈！アニソン魂 THE BEST カバー楽曲集 TVアニメシリーズ「めぞん一刻」』（2016年）に収録。
- パン・シエチン（潘協慶） - 北京語バージョン、「該不該」のタイトルでアルバム『你有沒有一個叫做寂寞的朋友』（1992年）に収録。
- 森川美穂 - カバー・アルバム『another Face - tribute to Goro Matsui + Koji Tamaki -』（2019年）に収録。
- 六本木朱美（三田ゆう子） - ドラマCD『めぞん一刻 PARTY ALBUM』（1992年）に収録。

## シングル収録曲
| 全作詞: 松井五郎、全作曲: 玉置浩二、全編曲: 安全地帯。 |                        |          |            |      |
| #                                                      | タイトル               | 作詞     | 作曲・編曲 | 時間 |
| 1.                                                     | 「好きさ」             | 松井五郎 | 玉置浩二   | 2:49 |
| 2.                                                     | 「想い出につつまれて」 | 松井五郎 | 玉置浩二   | 2:34 |
| 合計時間:                                              | 合計時間:              | 5:23     |            |      |

## リリース履歴
| No. | 日付           | レーベル      | 規格      | 規格品番   | 最高順位 | 備考 |
| --- | -------------- | ------------- | --------- | ---------- | -------- | ---- |
| 1   | 1986年12月3日  | Kitty Records | 7インチ   | 7DS 0150   | 4位      |      |
| 2   | 1988年12月10日 | Kitty Records | 8センチCD | H10K-30043 | -        |      |

## 収録アルバム
「好きさ」
- スタジオ音源
  - 『安全地帯V』（1986年）
  - 『めぞん一刻 MUSIC BLEND 2』（1987年）
  - 『めぞん一刻 PARTY ALBUM』（1992年） - オリジナル・カラオケを収録。
  - 『めぞん一刻 ベストセレクション』（1994年）
  - 『めぞん一刻 テーマソングベスト+』（1999年）
  - 『TREASURE COLLECTION』（1999年）
  - 『THE VERY BEST of 安全地帯』（2001年）
  - 『安全地帯 COMPLETE BEST』（2005年）
  - 『安全地帯 Hits』（[010年） - アレンジ、ボーカルを新録音して収録。
  - 『決定盤「めぞん一刻」アニメ主題歌&キャラソン大全集 (+BGM集)』（2015年）
  - 『ALL TIME BEST』（2017年）
  - 『THE BEST ALBUM 40th ANNIVERSARY 〜あの頃へ〜』（2022年）
- ライブ音源
  - 『安全地帯LIVE』（1987年）
  - 『安全地帯VI LIVE 〜月に濡れたふたり〜』（2005年）
  - 『安全地帯 “完全復活” コンサートツアー2010 Special at 日本武道館 〜Start & Hits〜「またね…。」』（2010年）
  - 『安全地帯 IN 甲子園球場「さよならゲーム」』（2020年）
  - 『安全地帯 ALL TIME BEST「35」〜35th Anniversary Tour 2017〜LIVE IN 日本武道館』（2022年）

「想い出につつまれて」
- 『安全地帯V』（1986年）
- 『Goro Matsui & Koji Tamaki Ballad Collection -Only You-』（2002年）